# Sonata para violín (Shostakóvich)

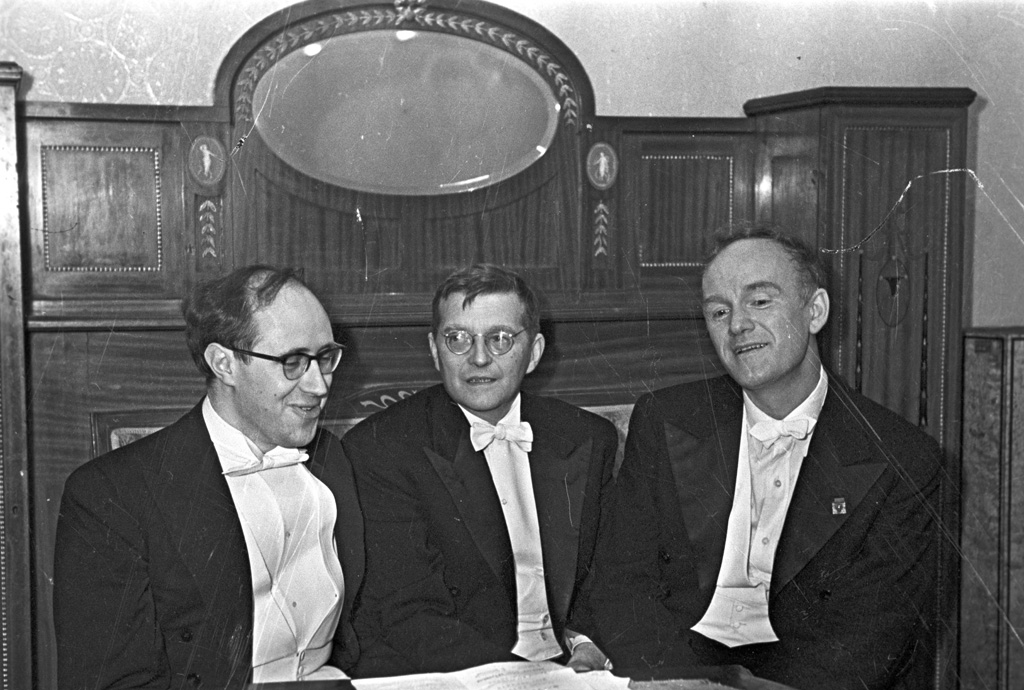
Rostropóvich, Shostakóvich y Richter en 1968.

La Sonata para violín y piano en sol mayor, Op. 134 fue compuesta por Dmitri Shostakóvich en 1968. La obra está dedicada al violinista David Óistraj, quien estrenó la obra el 3 de mayo de 1969 en la Gran Sala del Conservatorio de Moscú.

## Historia

### Composición
La composición de la obra se desarrolló durante el otoño de 1968 en Moscú y se completó el 23 de octubre de 1968. La partitura autógrafa se encuentra en el Museo Glinka de Cultura Musical de Moscú.

Oistrakh colaboró con Shostakovich en varias de las obras más importantes del compositor aportando sus conocimientos y sugerencias basadas en las posibilidades y limitaciones técnicas del violín. La dedicatoria de la obra dice: "Con motivo del 60 cumpleaños de David Oistrakh", quien ofreció la siguiente explicación sobre su composición:
Dmitri quería escribir un segundo concierto, nuevo, para mí como regalo por mi 60 cumpleaños. Sin embargo, tuvo un error de un año en su calendario y el concierto estaba listo para mi 59 cumpleaños. Poco después, Dmitri pareció pensar que, habiendo cometido un error, debía corregirlo. Así se puso a escribir la Sonata... No me lo esperaba, aunque hacía tiempo que tenía la esperanza de que escribiera una sonata para violín.

### Estreno

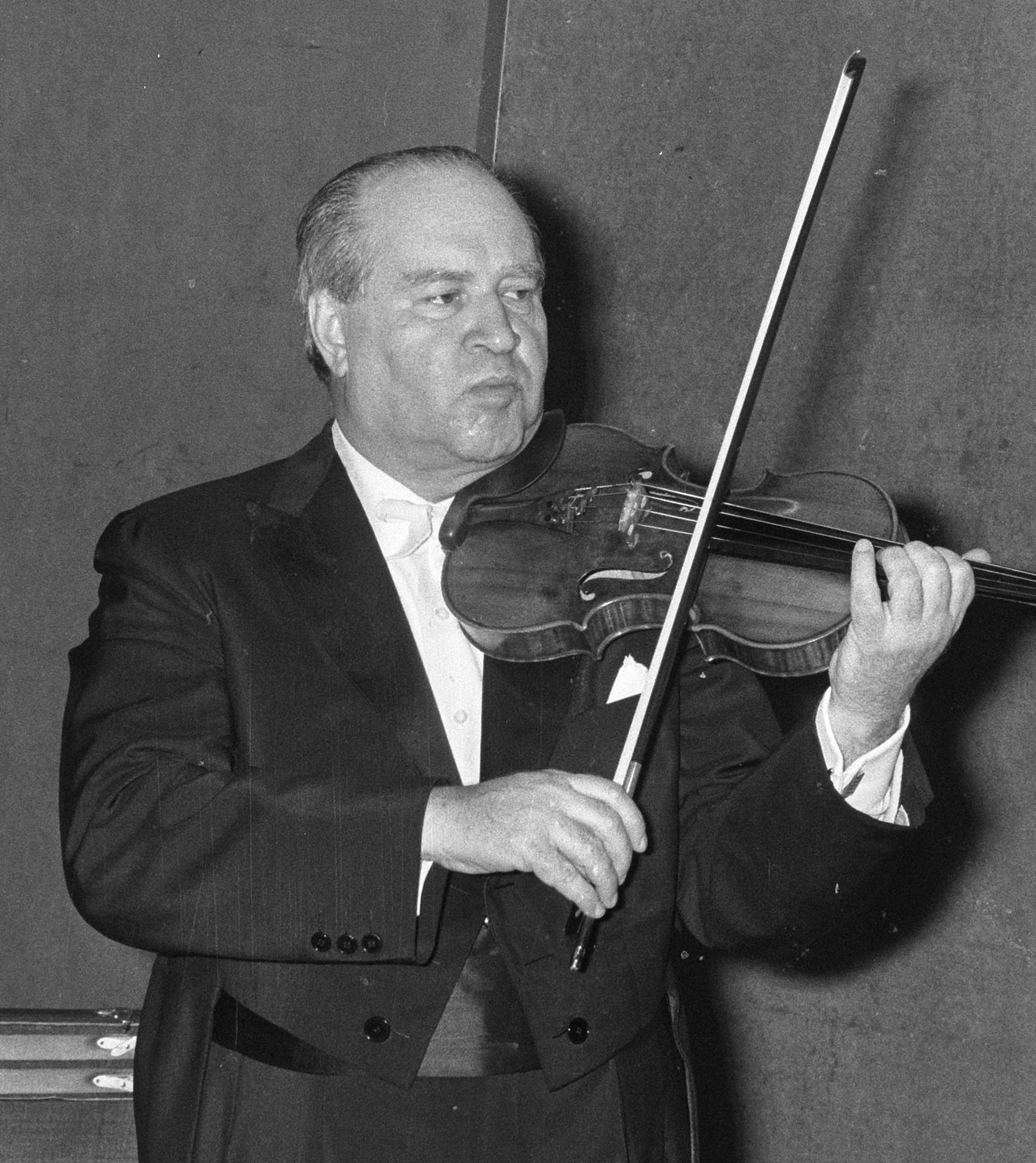
David Oistrakh, dedicatario de la pieza y violinista del estreno.

El estreno no oficial con Moishe Vainberg como pianista tuvo lugar el 8 de enero de 1969 en la Unión Rusa de Compositores y los estrenos oficiales con Sviatoslav Richter como pianista tuvieron lugar en el Gran Salón del Conservatorio de Moscú el 3 de mayo y en el Pequeño Salón de la Filarmónica de Leningrado el 23 de septiembre del mismo año.
Antes del estreno público oficial en mayo, Oistrakh y Shostakovich grabaron la obra de manera informal en el apartamento de este último, aunque la discapacidad física del compositor (le diagnosticaron polio en 1965) y una relativa falta de ensayo y pulido son evidentes en la interpretación, que tiene un valor documental. Más tarde, Oistrakh grabó la sonata con Sviatoslav Richter al piano para el lanzamiento discográfico oficial (URSS Melodiya CM-02355-6 Deep-Blue Stereo Label). Esta es la versión de referencia de la obra.

## Estructura y análisis musical
La obra consta de tres movimientos:
- I. (Pastorale)
- II. (Allegro furioso)
- III. (Variaciones sobre un tema)

La interpretación de esta obra dura aproximadamente 30 minutos. Se estructura de manera tradicional en tres movimientos contrastantes. Estos originalmente llevaban los subtítulos o indicaciones Pastorale, Allegro furioso y Variaciones sobre un tema respectivamente, pero que solamente se denominan con números romanos en todas las ediciones publicadas.

### I.(Pastorale)
El primer movimiento inicialmente llevaba el título Pastorale. En suaves octavas de negras, una fila de tonos en el piano abre la obra, que recuerda a los primeros compases de la Sonata para violín n.° 1 de Serguéi Prokófiev (Op. 80, 1946). Además la indicación de tempo de Prokófiev es Andante assai para su Op. 80 y Shostakovich indica Andante para su Op. 134. Más allá de una austeridad paralela, la influencia estructural y textural de Prokófiev en el movimiento es clara, particularmente en lo que respecta a las partes del violín. Ambos compositores plantean una música de apertura oscuramente amenazadora con una tracería silenciosa que regresa cerca de los respectivos finales de los movimientos, y ambos terminan de manera tan poco concluyente como comenzaron. Además, los compositores comparten una preferencia por armonías abiertas (principalmente octavas) frente a aquellas más definidas tonalmente. El movimiento dura aproximadamente diez minutos.

### II.(Allegro furioso)
El segundo movimiento fue inicialmente marcado como Allegretto. Es muy enérgico y violento. Está planteado en forma de sonata, con los dos temas principales escuchados primero uno tras otro y después replanteados casi de forma contigua hasta la cadencia. Siguen largas secciones de desarrollo basadas en el primer y luego en el segundo tema y terminan con el mismo motivo de la cadencia. Sigue una recapitulación "falsa", es decir, una clara reformulación del primer tema, seguida de otro breve desarrollo basado en el primero y luego en el segundo tema, y nuevamente en el primer tema. Esto conduce a la recapitulación real, seguida de una coda.
La dureza del movimiento proviene de una completa indulgencia con la rítmica, tonal y dinámica. Sin embargo, el tempo permanece constante a lo largo de sus seis minutos de duración, por lo que varios ritmos se diversifican y dan estructura al movimiento, caracterizado en general por una áspera implacabilidad. El motivo inicial, planteado en el violín, proporciona el germen rítmico y temático del movimiento. En lugar de ajustar realmente el tempo o la dinámica, Shostakovich a menudo prefiere aumentar los accelerandi y crescendi percibidos a partir de texturas cada vez más espesas y valores de notas más cortos, lo que, particularmente en los compases 32, 47 y 51, le dan al movimiento el efecto de un frenesí o quizás de desesperación. Una sombría fila de tonos repetida en valores de notas cada vez más cortos durante la recapitulación señala una desviación del material anterior, a la que sigue un acorde sarcástico y el final abrupto del movimiento.

### III.(Variaciones sobre un tema)
El tercer y último movimiento fue inicialmente titulado Variaciones sobre un tema. Es un pasacalle con una breve introducción. La introducción se escucha al inicio del movimiento, y la pasacalle comienza inmediatamente después, cuando escuchamos lo que será el tema bajo interpretado por el violín en pizzicato. La pasacalle se interrumpe o prolonga ocasionalmente, pero por lo demás nunca deja de repetirse hasta llegar a la declaración final, similar a una cadenza, de solo de violín. Al final del solo de violín, ambos instrumentos se vuelven a unir con una reformulación del material de introducción a cargo del piano. Entonces reaparece el segundo tema del primer movimiento, y avanzamos hacia una clara reformulación del final de ese movimiento, seguido de una breve codetta final que incluye el motivo ponticello que fue tocado varias veces por el violín en el primer movimiento.

## Recepción de la obra

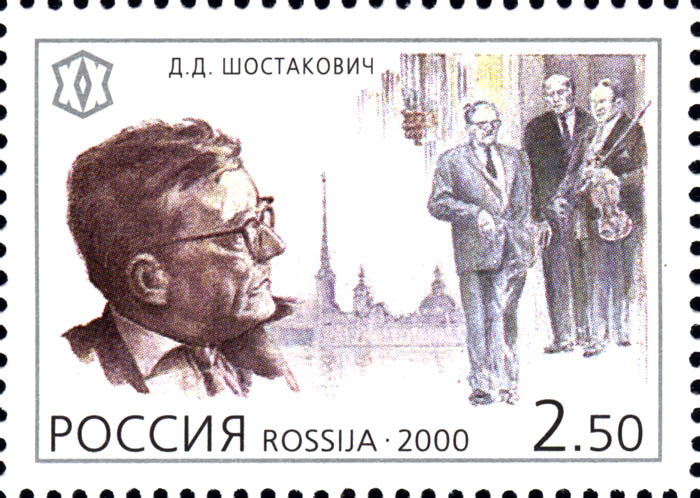
Shostakovich a la derecha y junto a Sviatoslav Richter y David Oistrakh tras el estreno de la Sonata para violín en un sello conmemorativo.

Según el dedicatario, la sonata fue "recibida con entusiasmo en todas partes" y, de hecho, el tercer movimiento fue la pieza rusa en la lista de obras para violinistas en el Concurso Internacional Chaikovski de 1970. 